# Cao Lãnh
Cao Lãnh è una città del Vietnam, capoluogo della provincia di Dong Thap.
Prima del 1975 Cao Lãnh era il capoluogo della provincia di Kiến Phong, nella regione del delta del Mekong, nell'allora Vietnam del Sud. Nel febbraio 1976 la provincia di Kiến Phong e quella di Sa Đéc vennero unite per formare la attuale provincia di Đồng Tháp. Sa Đéc divenne quindi capoluogo di provincia, venendo rimpiazzata da Cao Lãnh nel 1994. Nel 2007 è stata elevata al rango di città.